# Hermann Pauly
Pour les articles homonymes, voir Pauly.
Hermann Pauly, né le 18 juillet 1870 à Deutz et mort le 31 octobre 1950 à Wurtzbourg, est un chimiste et inventeur allemand. 
Il est connu pour la réaction de Pauly, un test chimique utilisé pour détecter la présence de tyrosine ou d'histidine dans les protéines. 

## Biographie

### Premières années
Hermann Pauly est né à Deutz (qui fait maintenant partie de Cologne) le 18 juillet 1870. Il est le fils de Friedrich Hermann Pauly, directeur de mine, et d'Henriette Wintgens (ou Wittgens). Il est diplômé de l'école secondaire Adolfinum Moers Hermann. Puis, il étudie les sciences naturelles à l'Université de Giessen en Hesse, à l'Université de Leipzig et à l'Université rhénane Frédéric-Guillaume de Bonn. Il y étudie la chimie sous la direction de Richard Anschütz à Bonn et obtient un doctorat en 1894,. Entre temps, il devint membre du Corps Lusatia Leipzig (de) puis du Corps Teutonia Bonn en 1890.  

### Carrière
Pauly travaille pendant une courte période chez Schering AG à Berlin, puis devient assistant de recherche pour Hermann Emil Fischer à la Friedrich-Wilhelms-Universität. Peu après, il choisit de suivre Rudolf Nietzki (de) à l'Université de Bâle en tant qu'assistant pédagogique. Il revient à Bonn, puis y devient professeur en 1901.  En 1904, il rejoint le chimiste Albrecht Kossel à l'Université de Heidelberg. Paul y étudie pour obtenir son habilitation à l'Université de Wurtzbourg et y est nommé professeur adjoint en 1909. En 1912, il rejoint un laboratoire privé. En 1918, il est nommé professeur titulaire à Wurtzbourg. Pauly devient membre du Corpsschleifenträger der Lusatia Leipzig en 1922. Hermann Pauly reçoit un doctorat honorifique en médecine en 1932. Il décède à Wurtzbourg le 31 octobre 1950.

## Travail
Pauly publie 71 articles sur la chimie organique et la biochimie et déposé au moins 14 brevets liés aux produits pharmaceutiques, aux parfums et aux préparations antiseptiques. Il confirme correctement la conclusion de Thomas Aldrich selon laquelle la formule de l'adrénaline est C9H13NO3 malgré le fait qu'il ne travaillait pas avec des échantillons purs, qui ne sont apparus que beaucoup plus tard. Pauly passe de nombreuses années à étudier les réactions diazo des protéines. En 1904, il publie un article décrivant ce qui est aujourd'hui connu comme la réaction de Pauly, une méthode de détection de la présence des acides aminés tyrosine ou histidine dans les protéines. En 1915, Pauly utilise de l'acide arsénique diazo-benzène plutôt que de l'acide sulfonique diazo-benzène pour préparer un composé diazo insoluble. Il découvre qu'un anneau de tyrosine avait absorbé deux molécules du composé diazo pour former une bis-diazo-tyrosine. Un anneau d'histidine a fait de même. Ces découvertes s'avèrent inestimables pour les travaux de Karl Landsteiner sur l'immunité et l'allergie. 

## Publications
- Patente u. a. Verfahren z. Darst. v. α-Tetramethylpyrrolidin-β-karbonsäureamiden u. deren n-Alkylderivaten  (DRP 109346),‎ 1899
- « Studien in der Reihe der Hydropyrrole », Liebigs Ann. Chem., vol. 322,‎ 1902, p. 77–130
- « Zur Kenntnis d. Adrenalins », Berr. d. dt. chem., vol. 36,‎ 1903, p. 2944–49
- H. Pauly et A. Binz, « Seide u. Wolle als Farbstoffbildner », Zs. f. Farben- u. Textilind, vol. 3,‎ 1904, p. 373 ff.
- « Über die Konstitution des Histidins. I. Mitteilung. », Hoppe-Seyler, vol. 42,‎ 1904, p. 508–518 (DOI 10.1515/bchm2.1904.42.5-6.508, lire en ligne)
- H. Pauly et K. Gundermann, « Über jodbindende Systeme », Eiweiß-Spaltkörpern, vol. 41,‎ 1908, p. 3999–4012
- H. Pauly et K. Gundermann (DRP 223303), Verfahren z. Darst. v. kernjodierten Imidazolen, 1908
- Über jodierte Abkömmlinge d. Imidazols u. d. Histidins, vol. 43, 1910, 2243–61 p.
- Über einige Verbindungen d. Histidins, vol. 64, 1910, 75–81 p.
- H. Pauly et E. Arauner, « Über d. Gegensatz zw. Jod u. Brom bei d. Imidazolsubstitution », Journal f. prakt. Chemie, vol. 118,‎ 1928, p. 33–47
- H. Pauly et W. Neumann, « Über pharmakolog. Wirkungen jodierter Imidazolverbindungen, insbes. auf d. Stoffwechsel », Archiv f. experimentelle Pathol. u. Pharmakol., vol. 187,‎ 1937, p. 571 ff.
- « Scheidung v. Ligninkomponenten II., Addukte mit Maleinsäureanhydrid », Chem. Ber., vol. 81,‎ 1948, p. 392–99